# Jože Zajec (1916)
Jože Zajec, slovenski redovnik salezijanec, * 18. marec 1916, Bič, † 25. februar 1954, Leusden, Nizozemska.
Septembra 1930 je začel obiskovati poklicno šolo v Ljubljani, se naslednje leto preselil na Rakovnik in se izučil za čevljarja. V šolskem letu 1935/1936 je  opravil noviciat, postal salezijanec, začel delati na obrtnih šolah (1936-1945). Leta 1938 prejel mojstrsko diplomo. Ob koncu vojne je odšel v tujino.
Do leta 1947 je delal v salezijanskih zavodih v Bologni in v Benetkah; bil je vzgojitelj in čevljarski mojster. Postal je priljubljen učitelj in cenjen v vzgojnih prizadevanjih. Leta 1947 je odšel na nizozemsko, se začel učiti nizozemskega jezika in tam organizirati obrtne šole. Zajec se je izkazal kot izreden organizator, požrtvovalen delavec in globoko duhoven redovnik. Za mlade je poleg dobrega pouka pripravljal igrišča, organiziral razvedrilo, jih uvajal v modelarjenje in znal z izrednimi sposobnostmi popraviti vsak stroj. Delavnico je vodil vzorno urejeno, dosegal velike vzgojne uspehe in bil eden od stebrov salezijanskega dela. Sobratje in gojenci so ga zelo cenili. Umrl je po nekajletnem trpljenju za levkemijo dne 25. februarja 1954 v Leusdenu na Nizozemskem.